# Молдовсько-сербські відносини
Молдовсько-сербські відносини (рум. relaţiile moldo-sârbe, серб. молдавско-српски односи) — історичні та поточні двосторонні відносини між Молдовою та Сербією. 
Дипломатичні відносини між цими державами встановлено 15 березня 1995 року. Молдова має власне посольство у Белграді, а Сербія представлена у Молдові через своє посольство в Бухаресті (Румунія).

## Історія
Взаємини між Сербією та Молдовою сягають першої половини XV століття. Шлюбні зв'язки між сербськими та молдавськими правителями сприяли побудові багатьох церков і монастирів у Молдавії та пожертвам на монастирі в Сербії. Представники сербського і молдовського народів брали участь у спільній боротьбі проти турків. Після провалу Першого сербського повстання близько тисячі сербських сімей осіло в Бессарабії, серед яких видатні учасники повстання (Яков Ненадович, Петар Добрняц, старший син сербського принца Караджордже Алекса Петрович).
Сучасні політичні відносини між двома країнами традиційно дружні, без відкритих питань, але недостатньо розвинені. Взаємні візити рідкісні, а політичний діалог відбувається переважно в рамках міжнародних і регіональних зустрічей чи форумів. 
2015 року Молдова голосувала проти прийняття Косова до ЮНЕСКО.
У жовтні 2016 року тодішній перший віцепрем'єр-міністр і міністр закордонних справ Сербії Івиця Дачич відвідав Молдову з робочим візитом. 2 і 3 вересня 2017 р. під час офіційного візиту до Белграда з Івицею Дачичем зустрівся тодішній перший віцепрем'єр-міністр і міністр закордонних справ Республіки Молдова Андрей Ґалбур.
Станом на початок 2023 року між обома країнами діють 12 міждержавних документів, найважливішими з яких є Угода про міжнародне дорожнє сполучення та Угода про співробітництво в галузі оборони. Кілька двосторонніх угод між Сербією та Молдовою планується підписати найближчим часом. 
15 вересня 2022 року у Белграді відбулися двосторонні політичні консультації між МЗС Сербії та Молдови, де особливу увагу було приділено інтеграції з ЄС та обміну досвідом у сфері судової реформи, боротьбі з корупцією та організованою злочинністю, створенню сприятливого середовища для інвестицій та економічного розвитку. У ході політичних консультацій було досягнуто домовленості про активізацію діяльності з розвитку двосторонніх відносин у всіх сферах взаємного інтересу в найближчий період.
13 лютого 2023 президентка Молдови Мая Санду звинуватила Росію у плануванні державного перевороту з метою повалення уряду Молдови за допомогою громадян Сербії, Чорногорії та Білорусі. Наступного дня молдовська влада заборонила вболівальникам відвідувати футбольний матч між тираспольським «Шерифом» і белградським «Партизаном», оскільки побоювалася, що під виглядом сербських уболівальників у Кишинів їхали найманці, яких могли залучити до планованого перевороту в країні.

## Економічні відносини
2019 року товарообіг між двома державами становив 28,01 млн євро (сербський експорт — 17,41 млн євро, імпорт — 10,59 млн євро). У 2020 році товарообіг досяг 38,74 млн євро (сербський експорт — 22,79 млн євро, імпорт — 15,94 млн євро). 2021 року товарообіг виріс до 56,71 млн євро (сербський експорт — 22,10 млн євро, імпорт — 34,61 млн євро). У структурі сербського експорту переважають бітум і мазут, покриття для підлоги, шпалери, сушарки для сільгосппродукції, покриті пластиком папір і картон, лікарські препарати, деревноволокнисті плити, деталі машин, а в імпорті — комплекти проводів запалювання, дроти, котушки, інші електричні провідники, набивний ситець, білена бавовна та інші тканини.